# Звідси ‒ у вічність
«Звідси ‒ у вічність» (англ. From Here to Eternity) — фільм США режисера Фреда Циннемана, що розповідає про будні солдатів напередодні нападу на Перл-Гарбор.
Знятий у 1953 році за однойменним бестселером (1951) Джеймса Джонса. Входить до десятки найкасовіших голлівудських фільмів 1950-х років. Номінований на тринадцять «Оскарів», з яких отримав вісім, у тому числі за найкращий фільм року.
У 2002 році вписаний до Національного реєстру фільмів.

## Сюжет
Кінець 1941 року, Перл-Гарбор. Рядовий американської армії Роберт Лі Прюітт передислокований до казарм Скофілда на гавайському острові Оаху. Капітан Дена Голмс дізнається, що Роберт був успішним боксером, і закликає його вступити до секції, якою він керує.
Однак Прюітт відмовляється: одного разу він сильно покалічив людину на рингу і тому «зав'язав» з боксом. Відмова сильно дійняла капітана, але сержант Мільтон Ворден пообіцяв змінити думку новачка, «задавити його статутом». Прюітт знаходить підтримку лише в особі рядового Анджело Маджіо.
Тим часом у сержанта Вордена розвивається роман з дружиною капітана Голмса, Карен. Утім, вона відмовляється від продовження відносин, коли дізнається, що Ворден не бажає вчитися на офіцера.
Незабаром відбувається сутичка Прюітта і сержанта Галовіча. Рядовий не хоче битися, дотримуючись своєї обіцянки. Але його товариші на службі підбивають його на бійку. Роберт виходить з рівнова́ги й нокаутує Галовіча. У цей момент у бійку втручається капітан Голмс.
Рядовому Прюітту вже готові звинувачення в порушенні субординації, та свідки гаряче доводять, що призвідником був саме сержант Галовіч. Усю цю сцену бачив командир частини, який починає своє розслідування. У результаті капітан Голмс звільнений з лав збройних сил, а його наступник, капітан Росс, понижує Галовіча у званні до рядового і відправляє «мити туалети».
Тим часом відбувається ще одна бійка: Маджіо, захищаючи честь своєї сестри, в барі розбиває табурет об голову старшого сержанта Джеймса Джадсона. Бійка переростає в різанину, але її зупиняє Ворден. Незабаром Маджіо, який самовільно покидає пост — відправлений на гауптвахту під наглядом… Джадсона.
Джадсон не пропускає нагоди вдосталь познущатися зі свого кривдника. Тортури виявляються смертельними, і Маджіо, втікши, гине на руках свого приятеля Прюітта. Товариш мстить за Маджіо, і в бійці на ножах Джадсон був убитий, але і сам Прюітт важко поранений у живіт. Він ховається у своєї подруги Лорін.
У цей момент починається атака японців. Дізнавшись про це, ледь живий Роберт Прюітт намагається повернутися в частину. Протягом усього фільму він намагався уникнути безглуздого кровопролиття, але в умовах воєнного часу цей пацифізм недоречний. У темряві пораненого застрелив власний вартовий.
У кінці фільму Лорін і Карен повертаються на материк і обидві говорять про одну людину — Роберта Лі Прюітта.